# バート・ヴィルドゥンゲン
バート・ヴィルドゥンゲン (ドイツ語: Bad Wildungen, ドイツ語発音: [baːt ˈvɪldʊŋən] ( 音声ファイル)) は、ドイツ連邦共和国ヘッセン州ヴァルデック＝フランケンベルク郡の薬湯が湧出する、州認定の温泉を有する小都市である。

## 地理

### 位置
バート・ヴィルドゥンゲンは、ケラーヴァルトの支脈、いわゆるフェリエンラント・ヴァルデック（ヴァルデッカー・ラント）に位置している。ホムベルク（山）の東に広がるこの街をヴィルデ川が流れ、ヴェーガ市区郊外でエーダー川に注ぐ。ヴェーガ市区とマンデルン市区はエーダー川沿いに位置している。エーダー川の上流はエーダー湖を形成しているが、そのダムはバート・ヴィルドゥンゲンの中核部から北西に約 10 km（直線距離）にある。南西の市区であるフンツドルフ、アルンスフェルト、ベルクフライハイトにはウルフ川が流れている。
近隣の大都市には、カッセル（北東約 45 km）、マールブルク（南西約 60 km）、コルバッハ（北西約 28 km）がある。

### 隣接する市町村
バート・ヴィルドゥンゲンは、北はエーダータール（ヴァルデック＝フランケンベルク郡）、東はフリッツラー、南東はバート・ツヴェステン（ともにシュヴァルム＝エーダー郡）、南はハイナ、西はフランケナウ（ともにヴァルデック＝フランケンベルク郡）と境を接している。

### 市の構成
バート・ヴィルドゥンゲンは、同名の中核市区の他、アルベルツハウゼン、アルトヴィルドゥンゲン、アルンスフェルト、バート・ラインハルツハウゼン、ベルクフライハイト、ブラウナウ、フレーバースハウゼン、ヒュッディンゲン、フンツドルフ、マンデルン、オーダースハウゼン、ライツェンハーゲン、ヴェーガの各市区からなる。

## 歴史

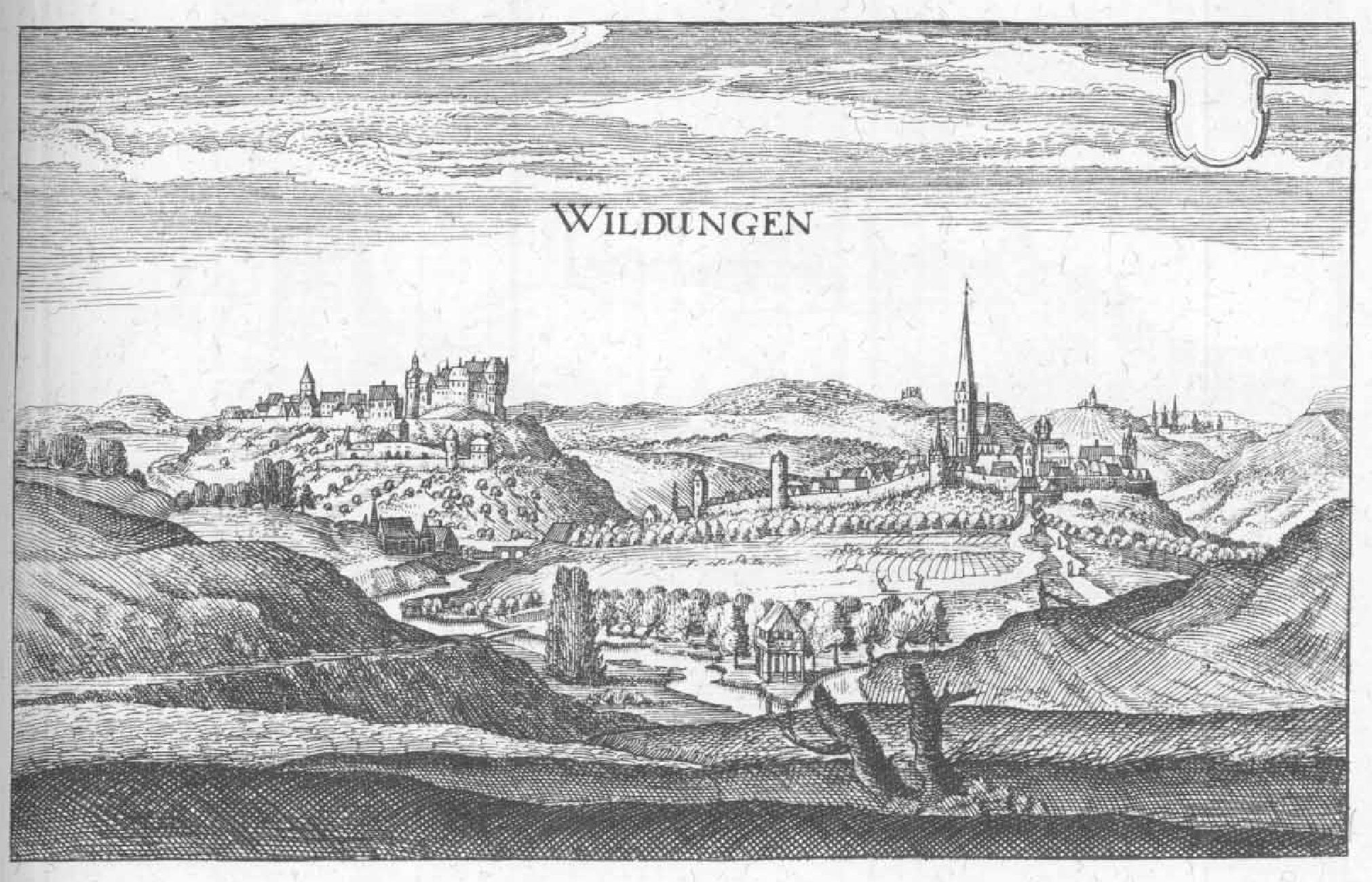
1655年に出版されたマテウス・メーリアンの銅版画に描かれたヴィルドゥンゲン

この街の最初の記述は、800年頃のヘルスフェルト修道院の所領台帳 Breviarium Sancti Lulli に "villa Wildungun" として記されたものである。この集落は現在の都市の東にあるヴィルデ川の谷に位置していた。1200年頃に、ルードヴィング家のツィーゲンハイン伯フリードリヒによって城が築かれた。彼は、ツィーゲンハイン伯ゴズマー3世の女子相続人ルカルディスと1185年に結婚したことにより、1186年にヴィルドゥンゲン伯となっていた。彼によって創設されたヴィルドゥンゲン伯家は、しかし早くも1247年にその女子相続人ゾフィアが亡くなり、断絶した。この城の近くにアルト＝ヴィルドゥンゲン集落が形成された。1242年に城と向かい合う丘に築かれたニーダー＝ヴィルドゥンゲンに都市権が授けられた。1358年には2つのヴィルドゥンゲン市が記録されている。城と2つの街は、ヘッセン方伯ハインリヒ1世とヴァルデック方伯との領邦境界に位置することからテューリンゲン＝ヘッセン継承戦争に伴って締結された協定によって、1263年からヴァルデック伯（後のヴァルデック侯）の所有となった。これは第一次世界大戦後になって解消された。1474年から1692年まで、ヴァルデック家の分割相続によってヴァルデック＝ヴィルドゥンゲン伯が設けられていたが、1692年にヴァルデック＝アイゼンベルク家の一部と共に再統合された。
1906年、ニーダー＝ヴィルドゥンゲン市はヨーロッパクラスの薬湯の街としてバート・ヴィルドゥンゲンと改名した。1940年には、「プロイセン認定温泉」の肩書きがバート・ヴィルドゥンゲンに与えられた。第二次世界大戦後はヘッセン州認定の温泉とされている。

### 魔女狩り
魔女狩り運動の時代、バート・ヴィルドゥンゲンでは 78 人がその犠牲となった。当時ヴィルドゥンゲンの人口は 1,200 人であった。この運動には3回の波があった。1532年、1629年から1631年、1650年から1664年である。

### 市町村合併
隣接するアルトヴィルドゥンゲン、ライツェンハーゲン、ラインハルツハウゼンは1940年に合併した。市町村再編に伴って、1971年にアルベルツハウゼン、アルンスフェルト、ベルクフライハイト、ブラウナウ、フレーバースハウゼン、ヒュッディンゲン、フンツドルフ、マンデルン、オーダースハウゼン、ヴェーガが合併した。

## 行政
2008年9月23日、この街は連邦政府から「Ort der Vielfalt」（多様性の郷）という肩書きを与えられた。

### 議会
バート・ヴィルドゥンゲンの市議会は 37 議席からなる。

### 首長
2018年の市長選挙で、SPDのラルフ・グートハイルが新たなバート・ヴィルドゥンゲン市長に選ばれた。彼は2018年9月1日から執務している。

### 姉妹都市
- サフロン・ウォルデン（イギリス、エセックス）1986年
- 伊春市（中華人民共和国、黒竜江省）1988年
- サン＝ジャン＝ド＝モーリエンヌ（フランス、サヴォワ県）1990年
- バート・ベルカ（ドイツ、テューリンゲン州）

## 文化と見所

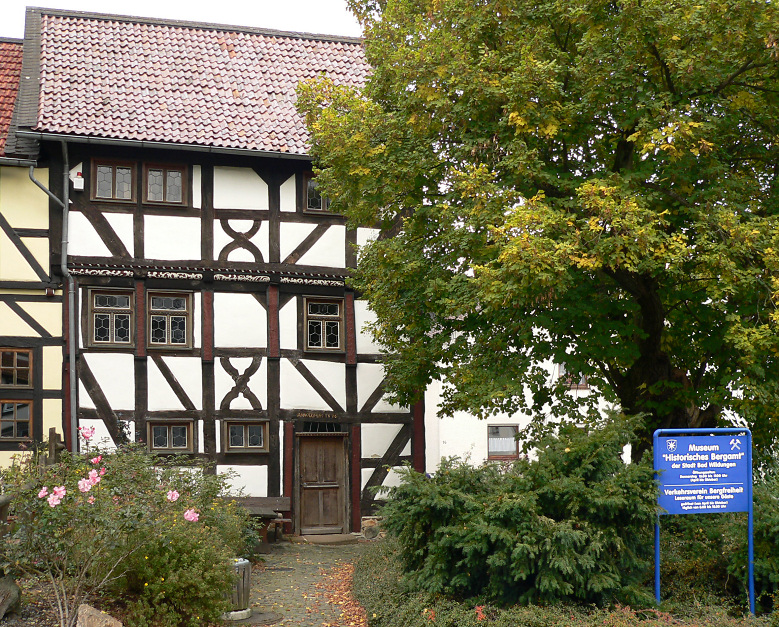
ベルクフライハイト地区の旧鉱山監督局博物館

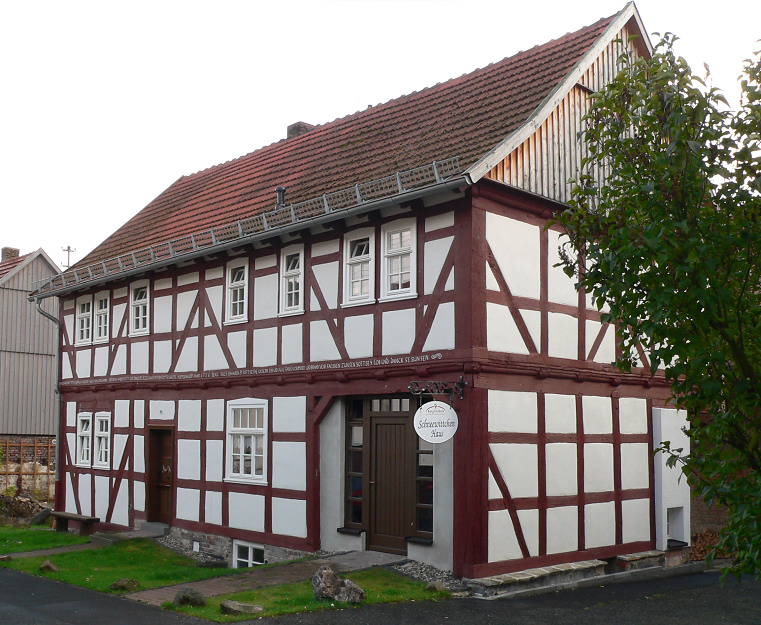
ベルクフライハイト地区にある「白雪姫の家」

### 博物館
- この地方に関する情報は、クヴェレン博物館、市立博物館およびバロック城館フリードリヒシュタイン城内にあり州立カッセル博物館に属する軍事と狩猟の歴史博物館で知ることができる。
- ベルクフライハイト地区には旧鉱山監督局の建物に博物館があり、観光坑道ベッチュがある。また、地区の中心部には「白雪姫の家」がある。
- オーダースハウゼン地区の「レーベンディーゲ博物館」は昔の地域経済に関する展示や催しを行っている。
- ラピダリウムは、フリードリヒシュタイン城の地下室にある鉱物展示室である。

### 演劇
- 演劇シリーズ「スター・シアター」やクリスマスのメルヘン劇はバート・ヴィルドゥンゲンのクアハウスで開催される。
- ベルクフライハイト地区では、聖体の祝日や8月の第3日曜日にグリム兄弟のメルヘン作品がナトゥールヴァルトビューネで上演される。

### 音楽
- フリードリヒシュタイン城での室内楽コンサート、バート・ヴィルドゥンゲン教会組織による教会コンサート、ヴィルドゥンゲン音楽工房による合唱コンサートが行われている。
- クアハウス、市内各所や城館では、クラシック音楽、ジャズ、サンバ、民謡のコンサートや音楽祭が開催されている。
- 毎年6月にジャズフェスティバルが開催される。
- フリードリヒシュタイン城は、国際的な民謡と世界音楽祭「フォルク・イム・シュロス」（7月末）やカルト・イベント「ロック・イム・シュロス」（8月中旬）の会場である。
- 9月の初めにブルンネンアレーのプロムナードで伝統的な「フェスト・デア・ベゲーグヌング」が行われ、2年ごとに「サンバ・フェスティバル」が開催される。これは、この種のものとしてはドイツ最大のイベントの一つである。
- 2つの遊歩場では、「温泉の夕べのコンサート」や民謡イベントが開催される。

### その他のイベント
2006年に、第3回ヘッセン州ガーデンショーがバート・ヴィルドゥンゲンで開催された。広さ18 ha の市街地に近い場所に造られた公園は、2007年以降「ヘッセン州で最も美しい公園」として親しまれている。
バート・ヴィルドゥンゲンでは毎週、「ラントマーケット」という市が立つ。毎年7月中旬にはガラクタと家畜の市、12月にはクリスマスマーケットが開催される。9月の初めには、「フェスト・デア・ベゲーグヌング」があるが、そのクライマックスにはサンバ・フェスティバルと「花のパレード」が1年ごと交替で行われている。
2004年から春にビリヤードのドイツ・ジュニアチャンピオン大会がバート・ヴィルドゥンゲンで開催され、秋には成人のドイツ・チャンピオン大会が開催される。
聖土曜日にベルクフライハイト地区では、20:00頃に子供のたいまつ行列によって復活祭の火が点火され、小さな音楽祭が開催される。復活祭の日曜日は、10:30頃からのベルクマンス教会での復活祭の礼拝と朝餐で始まる。14:00頃に伝統的なスプーンレースが村の教会で始まる。村のシンボルである白雪姫がその勝利者を讃える。

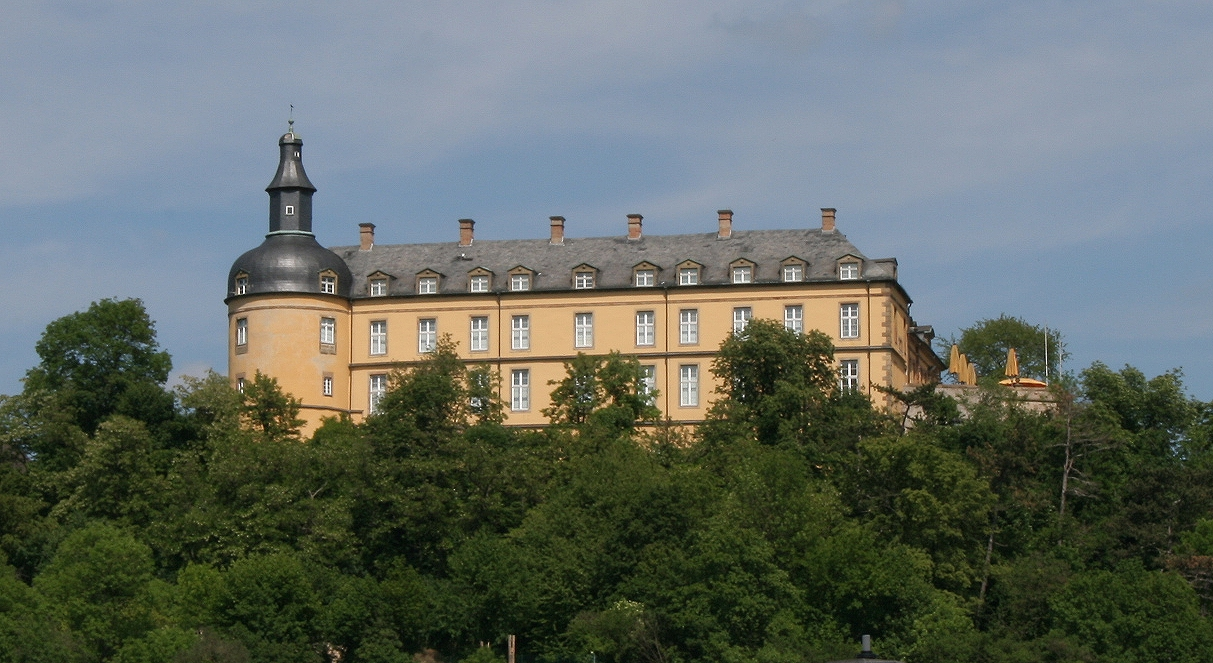
フリードリヒシュタイン城

### 建造物
バート・ヴィルドゥンゲンの高台にバロック城館フリードリヒシュタイン城がある。この城は、1660年にヨシアス2世伯によって計画され、1707年から1714年までの間にヴァルデック侯フリードリヒ・アントン・ウルリヒによって完成された。

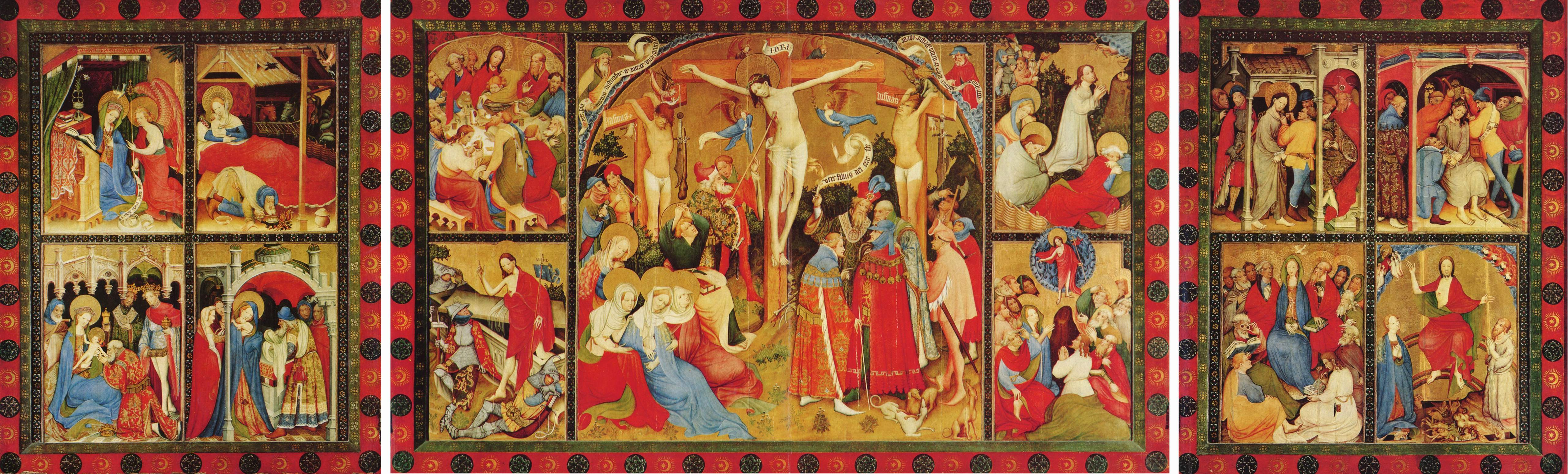
コンラート・フォン・ゼストの祭壇

旧市街の中心にプロテスタントの市教会がある。この教会は14世紀の後期ゴシック様式のホール式教会である。この教会内にはコンラート・フォン・ゼストの祭壇がある。市街地中心部、ブルンネンアレー沿いには創設期からの古い邸宅が数多く建ち並ぶ。ヴィルドゥンゲンの祭壇は1403年または1404年にヴィルドゥンゲンの教区教会のためにコンラート・フォン・ゼスト（1370年頃 - 1422年）によって製作された観音開きの祭壇である。この祭壇は後期ゴシックの最も重要な祭壇の一つであり、このヴェストファーレンの巨匠の比類ない作品である。この祭壇は「ヴァイヒェン・シュティール」（直訳すると「転換様式」）のあらゆる特徴を示している。人物像は軽く動きのある姿勢で描かれ、高価な衣装は、ブルグント宮廷の装束を思わせる。顕著なのは色彩のコントラスト、輝く金色と深い青色などである。この祭壇は三幅対であり、大きな中央部と、小さな両翼からなっている。ここにはキリストの生涯から13の場面が描かれている。4つが幼少期、4つが受難の物語、4つが復活祭後のできごとである。中央は、感銘深いカルヴァリの丘での磔刑の場面で、4つの小さな絵に囲まれている。祭壇は開くと幅 6 m の大きさがある。

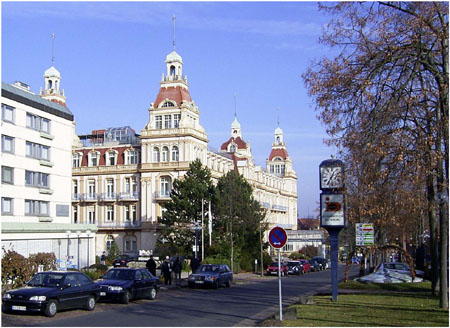
フュルステンホーフ

1910年頃に高級ホテルとして建てられたフュルステンホーフは、ネオバロック様式の堂々たる城館風の建築で、現在はアスクレピオス・グループの病院として使われている。

### 公園

#### ヨーロッパ最大のクアパーク
1990年代末にバート・ヴィルドゥンゲンのクアパーク（温泉地の遊歩公園）は、自然に密着した「グリューネ・ブリュッケ（緑の橋）」によって隣接するクアパーク・ラインハルツハウゼンと結ばれ、広さ 50 ha のヨーロッパ最大のクアパークとなった。公園内には、遊歩道の他、ジョギングコースや心臓血管系障害患者のためのテレー＝クーア・ヴェーゲ（散策路）がある。この公園は2009年からヨーロッパ庭園遺産ネットワークに参加している。

#### 州ガーデンショー 2006
2006年にさらに 18 ha の風景公園がクアパークに造られた。その東端、フリードリヒシュタイン城の麓にはケーニヒスクヴェレパークがある。旧ガーデンショーの公園の西は、イギリス式庭園の様式で造られた歴史的なゲオルク・ヴィクトール・クヴェレのクアパークに接する。ガーデンショーは2006年10月3日に閉幕した。この公園建設費は予算をわずかに下回った。ガーデンショーには 436,000 人が訪れ、のべ 243,000 日相当のチケットが販売された。
その後、10月初めに閉幕したガーデンショー会場から花が除去された。この地域は現在、草地の公園となっている。

#### バート・ヴィルドゥンゲン彫刻の径
州ガーデンショーの期間に「楽園の同行者」をテーマに彫刻の径が造られた。シュロスクヴェレ付近を起点としてフリードリヒシュタイン城に至るシュロスベルクヴェク（城山の登山路）沿いに、9つの芸術作品が設置された。作品の制作者は、懸賞金付きの公開コンペにかけられ、審査委員会によって選出された。素材としては、ポリマー木材の使用まで許された。このプロジェクトは、連邦芸術家協会のヘッセン州協会 e.V. によって主導され、その組織にも全権を負った。

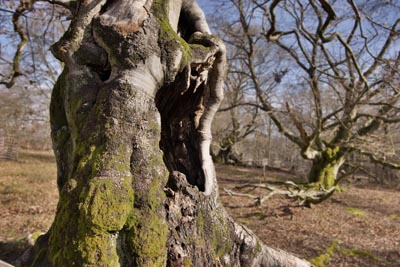
ハローの森

### 自然文化財
ヘレーネンタールとゾンダーグラーベンは1986年に保護自然文化財に指定された。ヘレーネンタールの周辺、オーダースハウゼンには見応えのある滝もある。さらにオーダースハウゼン近郊の森、イェーガースブルクの近くに、3本の古いジュンテル＝ブーヒェ（ヨーロッパブナの仲間）がある。ライツェンハーゲンの近くには、ビルシュタインクリッペへの登山路が通っている。
ヴィルドゥンゲンの故郷の山とも言うべき、海抜 518 m のホムベルクからは周囲を見渡すことができる。アルベルツハウゼン近郊の「ダス・パラディース（パラダイス）」は、ゲラースハウゼンおよびクライネルン方面に広がる森である。ドイツで最も美しい3つの遊歩道の一つに数えられる全長 156 km のケラーヴァルトシュタイクが市内を通っている。
アルベルツハウゼンの、かつて放牧地として使われていた森、ハローにはブナの古木の森がある。

### スポーツ
バート・ヴィルドゥンゲンには2つのスポーツクラブがある。VFLバート・ヴィルドゥンゲンとTVフリードリヒシュタインである。主要種目であるサッカーとハンドボールに関しては、両クラブで共通のチームが創られている。サッカーのSGバート・ヴィルドゥンゲン/フリードリヒシュタイン、ハンドボールのHSGバート・ヴィルドゥンゲン/フリードリヒシュタイン/ベルクハイムである。HSGバート・ヴィルドゥンゲン/フリードリヒシュタイン/ベルクハイムの女子第1チームは、2011年夏からブンデスリーガ1部でプレイしており、この地方のスポーツの看板的存在となっている。ヴィルドゥンゲンのハンドボール関係者の注目は若手の育成である。2005年に設けられたハンドボール指導センターでは才能ある選手の強化が図られている。

### 名物料理・食材
ヴァルデックの名物料理は、シェッパーリンゲと呼ばれるジャガイモを使ったパンケーキである。この料理は、バート・ヴィルドゥンゲンでは伝統的に、ベーコン、玉葱、濃いコーヒーと共に出される。
北ヘッセンのほぼ全域がそうであるように、「アーレ・ヴォルシュト」（ソーセージの一種）はヴィルドゥンゲンでも郷土料理である。

## 経済と社会資本

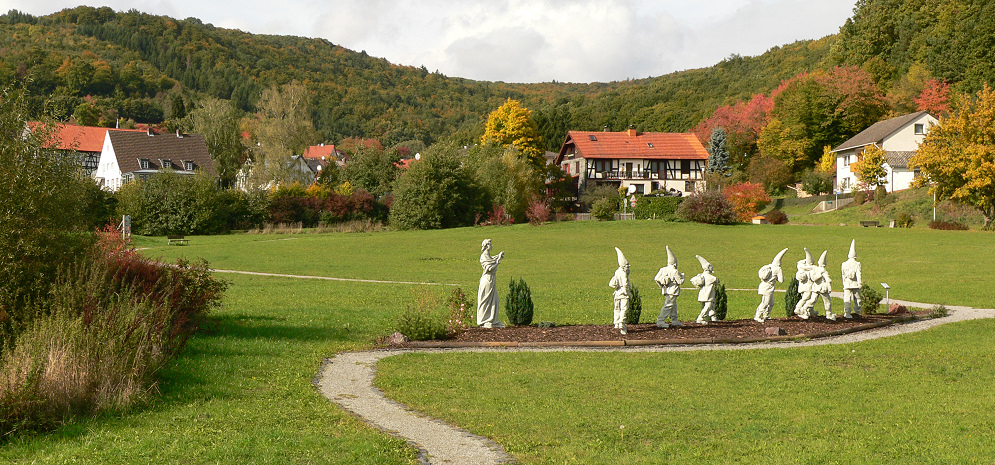
ベルクフライハイトの白雪姫と7人のこびとの像

この街の主な経済分野は、温泉・観光業である。「白雪姫と7人のこびと」の里であるベルクフライハイトを擁するバート・ヴィルドゥンゲンは、ドイツ・メルヘン街道の一部となっている。
バート・ヴィルドゥンゲンは教育の街でもある。木材専門学校と看護学校がこれを支えている。

### 交通
バート・ヴィルドゥンゲンはカッセルやヴァーベルンからローカル列車で2時間で到着する。この列車はバート・ヴィルドゥンゲン駅が終着駅である（エーダーゼー鉄道）。500系統のバスを使うとカッセルからバート・ヴィルドゥンゲンまで約1時間20分で到着する。2000年からバート・ヴィルドゥンゲンには市バスのシステムが整備された。
連邦道 B485号線と B253号線が市内を通っており、後者は連邦アウトバーン A49号線に接続する。

### メディア
この地方の日刊紙は、ヴァルデッキシェ・ランデスツァイトゥング (WLZ/FZ) とヘッシシュ・ニーダーゼクジッシェ・アルゲマイネ (HNA) の地方版であるヴァルデッキシェ・アルゲマイネがある。

### 温泉業
ヴィルドゥンゲンは、鉄分、マグネシウム、炭酸を含んだ鉱泉が湧出する薬湯の街である。薬湯は、その含有成分や用途によって分類されている。ヘレーネンクヴェレ、ゲオルク・ヴィクトール・クヴェレ、ラインハルツクヴェレ、ナツゥールクヴェレがバート・ヴィルドゥンゲンの最もよく知られた源泉で、現在では瓶詰めされ、発送されている。
古典的な飲泉は、時代と共に医療上のリハビリテーションに変遷していった。現在、約20の病院があり、その診療科は、整形外科、精神身体医学、内科、リウマチ科、神経科、癌領域、泌尿器科におよぶ。また、老人ホーム、老人向け住宅、老人養護施設もある。フィットネス、ウェルネス、美容の分野もその重要性を増している。
2006年の来客者数は、約 11 万人で、のべ約 140万泊滞在している。これによりバート・ヴィルドゥンゲンは、ヘッセン州で宿泊客の多さでは、フランクフルト・アム・マインに次いで第2位の都市となっている。

### 教育
バート・ヴィルドゥンゲンには数校の基礎課程学校、学習補助学校 1校、本課程・実科学校 1校（エンゼ・シューレ）、グスタフ・シュトレーゼマン・ギムナジウムがある。ハンス・フィースマン・シューレでは職業教育を行っている。もう一つの職業教育施設がバート・ヴィルドゥンゲン木材専門学校である。この学校は木材業の職業学校、専門学校、技術学校であり、家具製作のための連邦専門学校でもある。これに加えて、数多くの職業認定技術者がいる。

## 人物

### ゆかりの人物
- フィリップ・ニコライ（1556年 - 1608年）詩人、アルト・ヴィルドゥンゲンでルター派の宮廷説教師を務めた。

## 引用
1. ↑  Hessisches Statistisches Landesamt: Bevölkerung in Hessen am 31.12.2023 (Landkreise, kreisfreie Städte und Gemeinden, Einwohnerzahlen auf Grundlage des Zensus 2011)]
2. ↑  Max Mangold, ed (2005). Duden, Aussprachewörterbuch (6 ed.). Dudenverl. p. 181, 837. ISBN 978-3-411-04066-7
3. ↑  Karl Eichler, Die Wildunger Hexenprozesse. Geschichtsblätter für Waldeck und Pyrmont, Nr. 24, 1927 (pp. 103-126).
4. ↑  2008年9月23日の市議会議員選挙結果 (hsl.de)
5. ↑  “Amtskette übergeben: Ralf Gutheil neuer Bürgermeister in Bad Wildungen”. Hessische/Niedersächsische Allgemeine. (2018年8月28日) 2019年9月29日閲覧。